# Ору-Бранку (Минас-Жерайс)
Ору-Бранку (порт. Ouro Branco) — муниципалитет в Бразилии, входит в штат Минас-Жерайс. Составная часть мезорегиона Агломерация Белу-Оризонти. Входит в экономико-статистический микрорегион Консельейру-Лафайети. Население составляет 33 531 человек на 2007 год. Занимает площадь 260,766 км². Плотность населения — 124,9 чел./км². Расположен на автодороге, соединяющей Консельейру-Лафайети и Оуру-Прету.

## История
Ору-Бранку основан в XVII веке на пути транспортировки золота и руды из Минас-Жерайс в Рио-де-Жанейро. Название означает «Белое золото» (в противопоставление «чёрному золоту», Оуру-Прету). Статус города получен 12 декабря 1953 года.

## Статистика
- Валовой внутренний продукт на 2003 год составляет 1 128 600 131,00 реалов (данные: Бразильский институт географии и статистики).
- Валовой внутренний продукт на душу населения на 2003 год составляет 35 752,53 реалов (данные: Бразильский институт географии и статистики).
- Индекс развития человеческого потенциала на 2000 год составляет 0,801 (данные: Программа развития ООН).

## География
Центр города с церковью расположен на холме, другие районы — в долине реки. Климат местности: горный тропический.